# Yvonne Kunze
Pour les articles homonymes, voir Kunze.
Yvonne Kunze, née le 5 janvier 1978 à Radebeul, est une patineuse de vitesse sur piste courte allemande.

## Biographie
Elle participe aux épreuves de patinage de vitesse sur piste courte aux Jeux olympiques de 1998, de 2002, et de 2006.